# Triaspis rimulosa
Triaspis rimulosa är en stekelart som först beskrevs av Thomson 1892.  Triaspis rimulosa ingår i släktet Triaspis och familjen bracksteklar. Enligt den finländska rödlistan är arten otillräckligt studerad i Finland. Arten är reproducerande i Sverige. Inga underarter finns listade i Catalogue of Life.